# The Mirror Has Two Faces
The Mirror Has Two Faces (titulada El amor tiene dos caras en Hispanoamérica y El espejo tiene dos caras en España) es una comedia estadounidense producida y dirigida por Barbra Streisand, que además la protagoniza. Se estrenó en el año 1996.

## Reparto
- Barbra Streisand interpreta a Rose Morgan-Larkin.
- Jeff Bridges interpreta a Gregory Larkin.
- Lauren Bacall interpreta a Hannah Morgan.
- George Segal interpreta a Henry Fine.
- Mimi Rogers interpreta a Claire Morgan.
- Pierce Brosnan interpreta a Alex.
- Brenda Vaccaro interpreta a Doris.
- Austin Pendleton interpreta a Barry.
- Elle Macpherson interpreta a Candace.
- Taina Elg como una profesora .
- Adam LeFevre como el encargado de la puerta.
- Andrew Parks como mesero.
- Leslie Stefanson interpreta a Sara Myers.
- Milla Jovovich aparece como una chica en un comercial (no aparece en los créditos).

## Sinopsis
Rose Morgan, una madura, simple y campechana profesora de literatura inglesa en la Universidad de Columbia, comparte casa con su dominante y narcisista madre Hannah. Cuando su atractiva hermana Claire comienza los preparativos de su boda con Alex, Rose empieza a sentir que su vida está vacía de amor.
Gregory Larkin, un profesor de Matemáticas de Columbia que siente que el sexo es la base de las complicaciones entre hombres y mujeres, busca una relación basada en el intelecto y la cordialidad, en lugar de una relación física. Gregory pone un anuncio de contacto en un diario, y este es contestado por la hermana de Rose. Asiste a una clase de literatura de ella, en la que habla de "AMOR CORTÉS", él queda intrigado por el tema y decide invitarla a cenar ya que está impresionado por su ingenio y conocimientos. Pasado un tiempo y varias citas, él le propone matrimonio, con la condición de que será estrictamente platónico. La perspectiva de pasar el resto de su vida como una "solterona" que vive con una madre déspota y egocentrista parece mucho peor que un matrimonio sin sexo, por esto Rose acepta.
Entre Rose y Gregory aumenta la atracción, una noche ella intenta seducirle, bajo la negativa final por parte de él (aunque la deseaba mucho), ella queda frustrada y decepcionada, por lo cual decide abandonar el piso conyugal. Cuando él sale en una larga gira de conferencias por Europa, Rose se embarca en un curso rápido de adelgazamiento y mejora para poner fin al episodio vivido con su marido. Él la extraña y cuando regresa encuentra una mujer totalmente distinta en cuanto a físico y seguridad, a la que había dejado unos meses atrás, su concepto del amor cambia y su percepción hacia ella comienza a transformarse drásticamente.

## Premios

### Oscar
| Año  | Categoría                                             | Persona                                                        | Resultado  |
| ---- | ----------------------------------------------------- | -------------------------------------------------------------- | ---------- |
| 1996 | Mejor actriz de reparto                               | Lauren Bacall                                                  | Candidata  |
| 1996 | Mejor canción original por I've finally found someone | Barbra Streisand Marvin Hamlisch Robert John Lange Bryan Adams | Candidatos |

### Globos de Oro
| Año  | Categoría                        | Persona                                                        | Resultado  |
| ---- | -------------------------------- | -------------------------------------------------------------- | ---------- |
| 1996 | Mejor actriz - Comedia o musical | Barbra Streisand                                               | Candidata  |
| 1996 | Mejor actriz de reparto          | Lauren Bacall                                                  | Ganadora   |
| 1996 | Mejor banda sonora               | Marvin Hamlisch                                                | Candidata  |
| 1996 | Mejor canción original           | Barbra Streisand Marvin Hamlisch Robert John Lange Bryan Adams | Candidatos |

### Premios BAFTA
| Año  | Categoría               | Persona       | Resultado |
| ---- | ----------------------- | ------------- | --------- |
| 1996 | Mejor actriz de reparto | Lauren Bacall | Candidata |

### Premios del Sindicato de Actores
| Año  | Categoría               | Persona       | Resultado |
| ---- | ----------------------- | ------------- | --------- |
| 1996 | Mejor actriz de reparto | Lauren Bacall | Ganadora  |